# Muhàmmad Úmar Beg
Muhammad Umar Beg fou kan de Kokand vers el 1810, proclamat per l'exèrcit com a successor al seu germà Alim Khan assassinat al cap d'uns quanta dies. A les monedes es titula Sayyid Muhammad Umar Sultan i Muhammed Khan Sayyid Umar.
Shah Rukh Mirza, el fill d'Alim Kham havia estat enviat al kanat de Bukharà pel seu pare, però en lloc d'això se'n va anar a Taixkent on fou rebut per la guarnició local que havia servit al seu pare; però a la mort d'aquest fou fet presoner pel kushbegi i enviat a Kokand sent assassinat pel camí.
Muhammad Umar va confiar la direcció dels afers al seu oncle matern Muhammad Riza Beg. El govern d'Umar fou benefic i durant els anys que va dirigir el kanat aquest va esdevenir el centre de mercaders de tota mena. Mahmud Khan d'Ura Tepe fou derrotat i capturat sent enviat presoner a Kokand, sent substituït per un dels oficials del kan; encara que aquest fou després enderrocat, Ura Tepe va romandre en poder de Kokand. També va conquerir la ciutat de Turkestan i altres properes, i Tozai Khan, darrer descendent dels kans kazakhs, va fugir a Bukharà on més tard fou assassinat.
Un servidor d'Alim Khan, de nom Muhammad Rejeb Karajeh, que havia estat exiliat a Bukharà, va tornar a Kokand, provocant l'hostilitat de Muhammad Riza Beg i el seu amic Kitaki, que era un famós comandant karakalpak. Aquestos dos van intentar agafar el poder a Kokand però el complot fou revelat per un esclau i Umar Khan i Muhammad Rejeb va adoptar mesures per aturar-los; foren convidats a una festa a palau on Riza Beg fou arrestat i portat a una presó on fou estrangulat; Kitaki fou massacrat; les seves propietats foren confiscades. Rejeb fou nomenat governador de Khodjend.
Umar Khan va enviar un delegat a Rússia per tractat de les visites de caravanes russes a Kokand; es va proposar l'acord que si una caravana era saquejada a la primera meitat del camí l'emperador havia de pagar els danys, i si era saquejada a l'altra meitat els pagaria el kan, i així fou acordat. Les caravanes van fluir a la zona. Abd al-Karim relata que un soldat rus va matar a un enviat kokandi a Kiziljar, i els russos van pagar una multa de mil tilas. Les relacions amb Rússia dugueren a la famosa visita del coronel Nazarof el 1813-1814 per explicar l'incident de la mort dels enviats kokandis a la frontera russa, un dels quals havia estat mort per un fora de la llei a la frontera (que segurament és l'incident relatat per Abd al-Karim); Nazarof anava acompanyat d'una escorta de cosacs i portava mercaderies per valor de 20.000 rubles. Foren allotjats a un camp als jardins del palau i se'ls va facilitar menjar (pa, arròs, te, melons, etc.). Dotze dies després d'arribar Nazarof es va entrevistar amb el kan al qual dona el nom d'Amir Vali Niami que potser era un malnom o un malentès. Nazarof en el seu relat descriu al kan com un home d'uns 25 anys; a l'audiència van estar presents delegats de Bukharà, Khivà, els sarsans (no identificats) i Xina (probablement el governador xinès de la regió de l'Ili). Després els cosacs van poder marxar però Nazarof fou retingut per pagar amb sang per les morts dels dos enviats kokandis; si es volia salvar s'havia de fer musulmà i si no, seria penjat; però això només fou una amenaça i de fet fou molt ben tractat i portat a diversos actes com a espectacles musicals i una cacera a Marghilan; en aquesta fou apedregat pels camperols com a kafir (infidel); després va poder tornar.
El 1814 va capturar Turkestan i el kan va reclamar tribut als kazakhs del baix Sirdarià; com que s'hi van oposar es va produir una llarga lluita durant la qual els kokandis van construir nombrosos forts al riu sota Turkestan, a Jany Kurgan, Julek, Ak Musjid, Kumish Kurgan, Chim Kurgan, Kosh Kurgan i altres, sent el més important Ak Musjid, construït vers 1817 a la riba esquerra del Sirdarià i a l'any següent traslladat a l'altra riba; els altres forts estaven subjectes al beg d'Ak Musjid que al seu torn estava subordinat al governador de Taixkent. Els kokandis foren avariciosos i van cobrar fotes taxes als kazkahs (sis ovelles per kibitka) a més d'una taxa d'un terç dels corns, i els habituals regals als zlakechiks o cobrador de taxes; també hi havia taxes sobre la fusta, carbó de fusta i fenc (cada kibitka havia d'aportar 24 bosses de carbó a l'any, quatre corns plens de saksaul per oli i mil feixos de canyes. A més cada kibitka havia d'aportar un home amb el seu equipament per treballar als horts dels uzbeks, o reparar els forts, o netejar els estables, sis vegades a l'any, i en temps de guerra tots els kazakhs hàbils estaven obligats a servir i aportar el seu propi cavall i provisions; els uzbeks a més tenien un comportament brutal i s'emportaven a les dones dels kazakhs sense pagar l'acostumat kalim o pagament (dot) per una esposa i casant-s'hi en oposició a la xara. Les guarnicions uzbekes eren petites: a Ak Musjid 50 soldats a més de 100 comerciants bukharians i kokandis; a Kumish Kurgan 25 soldats, a Kosh Kurgan, quatre soldats; a Julek uns quaranta
i a Jany Kurgan, un petit quadrat, només dos o tres soldats.
Izzetullah va visitar Kokand i explica que el kan tenia un exèrcit de 10.000 cavallers que pagava amb concessions de pobles i terres; les tropes només podien estar dos mesos en campanya perquè després esgotaven les provisions; a part les tribus podien aixecar 30.000 homes que servien entre un mes i un any, i que no eren pagades pel kan; la majoria estaven armats amb llances però alguns tenien mosquetons.
Va morir el 1822 quan tindria menys de 35 anys. Alguns pensen que fou assassinat pel seu germà Muhammad Ali Beg que el va succeir com Muhammad Ali Khan o Madali Khan.